# Carolin Kirsch
Carolin Kirsch (* 11. April 1967 in Walsrode) ist eine deutsche Politikerin (SPD). Bei der Landtagswahl in Nordrhein-Westfalen 2022 erhielt sie ein Abgeordnetenmandat im Landtag von Nordrhein-Westfalen.

## Leben
Carolin Kirsch nahm nach dem Abitur 1986 im Folgejahr ein Studium zunächst der Politik und Volkswirtschaftslehre an der Universität Köln auf. Sie war von 1989 bis 2016 in der Verwaltung der Stadt Köln tätig und studierte zunächst parallel an der Fachhochschule für öffentliche Verwaltung mit Diplom als Verwaltungswirtin 1992. Von 2016 bis 2020 leitete sie in der Verwaltung der Alexander-von-Humboldt-Stiftung das Referat für Finanzen. 2021 wechselte sie als Beauftragte für den Haushalt zum Landesrechnungshof Nordrhein-Westfalen.

## Partei und Politik
Carolin Kirsch trat 1987 in die SPD ein. Bei den Jusos war sie von 1988 bis 1992 Vorsitzende des Ortsvereins Köln-Ehrenfeld. Sie ist  stellvertretende SPD-Ortsvereinsvorsitzende im Ortsverein Köln-Dünnwald-Höhenhaus. Bei der Landtagswahl 2022 erhielt sie mit 32,8 Prozent der abgegebenen Erststimmen das Direktmandat im Wahlkreis Köln VII.